# Улица Аксёнова (Новосибирск)
Улица Аксёнова — улица в Первомайском районе Новосибирска. Начинается от улицы Героев Революции, далее пересекает Первомайскую улицу и расположенную вдоль неё железнодорожную линию. Заканчивается, соединяясь с улицей Новосёлов.

## Название
Улица названа в честь Александра Михайловича Аксёнова, участника Великой Отечественной войны и Героя Советского Союза.

## История
В 1933 году на улице Аксёнова был построен дом № 14.
В 1942 году на базе эвакуированного Днепропетровского стрелочного завода организован Инской стрелочный завод.
В 1965 году сотрудники электровозоремонтного завода построили спортивный комплекс «Молодость», позднее переименованный в клуб спортивных единоборств «Первомаец».

## Памятники
- Памятник В. И. Ленину (возле проходной стрелочного завода)
- Памятник В. И. Ленину (в районе соединения улиц Аксёнова и Сызранской)
- Скульптура «Борцы» (возле здания КСЕ «Первомаец»)
- Камень в честь основания Первомайского района (около ж.-д. станции «Сибирская»)

## Организации
- Клуб спортивных единоборств «Первомаец»
- Бассейн «Молодость»
- Центральная районная библиотека им. Н. Г. Чернышевского
- Средняя общеобразовательная школа № 146
- Новосибирский электромеханический колледж
- Новосибирский стрелочный завод

## Транспорт
По улице проходят маршруты пассажирских автобусов и маршрутных такси, установлены 4 остановки наземного транспорта: «ГПТУ-18», «Аксёнова», «СК Первомаец», «Станция Сибирская»
Недалеко от места соединения улиц Аксёнова и Новосёлов находится остановка железнодорожного транспорта «Сибирская».